# Farrah Fawcett
Pour les articles homonymes, voir Fawcett.
Mary Farrah Leni Fawcett, dite Farrah Fawcett /ˈfɛrəˈfɔsɪt/, aussi connue sous le nom de Farrah Fawcett-Majors, est une actrice américaine, née le 2 février 1947 à Corpus Christi (Texas, États-Unis) et morte le 25 juin 2009 à Santa Monica (Californie, États-Unis),.
L'actrice a été popularisée par son personnage de Jill Munroe dans la série télévisée Drôles de dames (1976-1981).

## Biographie

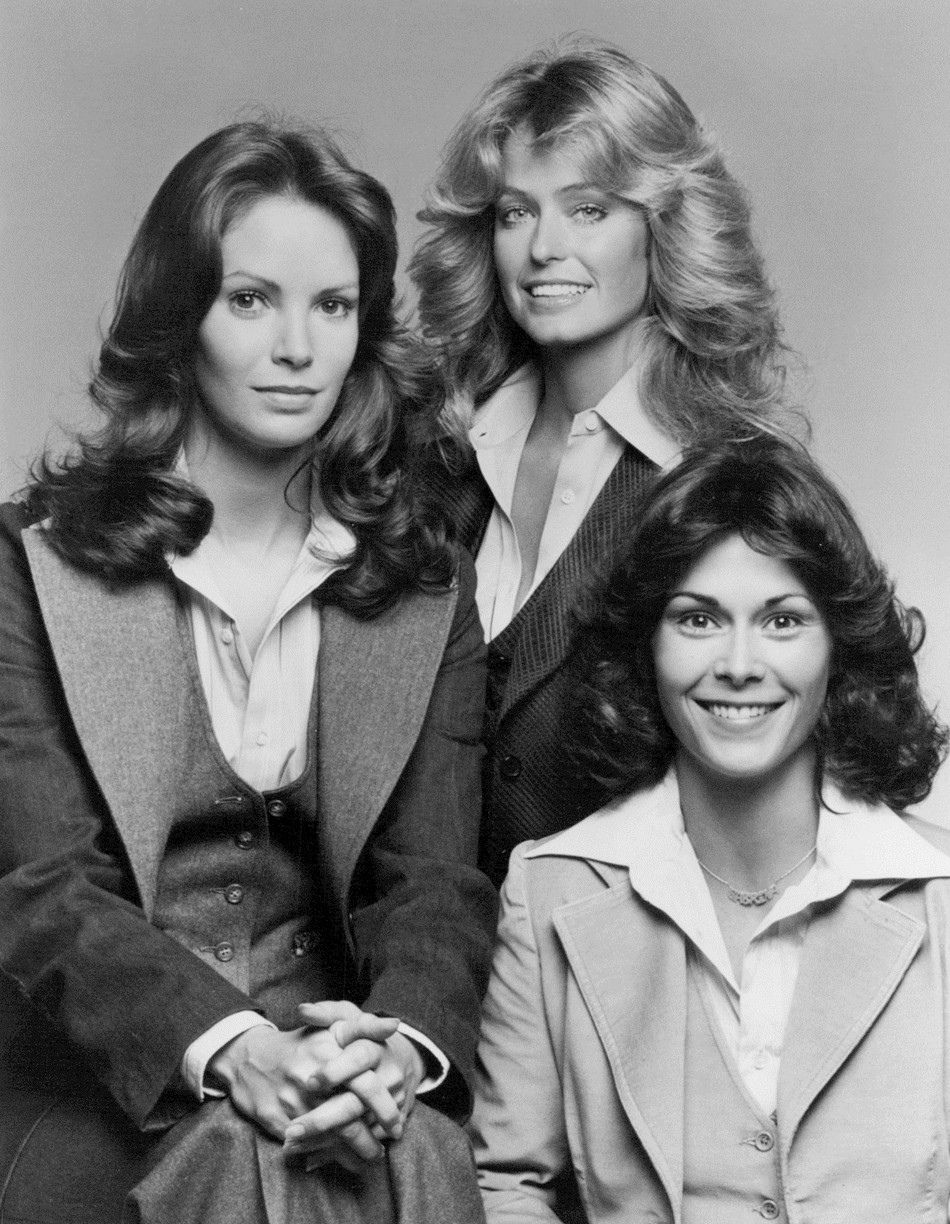
Le casting de la série Drôles de dames en 1976 : Farrah Fawcett avec Jaclyn Smith à gauche et Kate Jackson à droite.

Farrah Fawcett est la fille de Pauline Alice Fawcett (née Evans, 1914–2005) et de James William Fawcett (1917–2010), un travailleur dans l'industrie pétrolière texane, son état de naissance, qui ont des ascendances irlandaise, française, choctaw et anglaise,,. Selon l'actrice, son prénom "Farrah" a été créé par sa mère qui trouvait qu'il allait bien avec son patronyme.
C'est durant ses études d'art à l'université du Texas que Farrah Fawcett décide de poser comme mannequin pour des publicités, après s'être fait remarquer dans un concours de beauté interne à l'université. Elle se retrouve bientôt dans de petites séries télévisées comme Harry O (en) et tourne dans quelques films, comme Un homme qui me plaît de Claude Lelouch, en 1969, avec Jean-Paul Belmondo et Annie Girardot. 
En 1976, elle accepte de tourner le pilote d'une série télévisée d'Aaron Spelling, Charlie's Angels, connue en français sous le titre Drôles de dames. Elle y tient le rôle de Jill Munroe, recrutée par un mystérieux homme et chargée de mener des enquêtes rocambolesques en compagnie de deux autres équipières (jouées par Jaclyn Smith et Kate Jackson). Les aventures de ces trois drôles de dames remportent un grand succès, faisant d'elle une star internationale, au point même d'éclipser la célébrité de son propre mari, Lee Majors, héros de la série L'Homme qui valait trois milliards.
Connue et reconnue au sein de la profession, mais de plus en plus harcelée par le public, Farrah Fawcett fait le choix de quitter les studios Spelling à la fin de la première saison, pour poursuivre sa carrière au cinéma. Au bout d'un long bras de fer judiciaire avec les producteurs, elle se fait remplacer par Cheryl Ladd, qui joue le rôle de sa petite sœur, Kris Munroe. Mais elle est condamnée à faire plusieurs apparitions dans les saisons 3 et 4 de la série en tant qu'invitée.
Après la série, l'actrice, considérée alors comme une star, se tourne vers le cinéma. Malgré les promesses, sa carrière cinématographique va se révéler décevante. Ses premiers films post-Drôles de dames, dans des styles très différents, comme Sunburn (1979) et Saturn 3 (1980), sont des échecs critiques et commerciaux. Le bras de fer judiciaire avec Aaron Spelling dissuade les studios de l'engager[réf. souhaitée]. Il faut attendre le milieu des années 1980 avec Extremities (1986) (nomination au Golden Globes de la meilleure actrice en 1987), où elle reprend son rôle tenu au théâtre à Broadway en 1983, puis Le Prédicateur (1997) de Robert Duvall et Docteur T et les Femmes de Robert Altman (2000) pour que ses prestations soient saluées par les critiques. 
Elle trouve finalement l'essentiel de ses plus grands rôles à la télévision, où elle révèle l'étendue de ses talents d'actrice, dans Autopsie d'un crime (en) (1984), qui réalise un record d'audience aux Etats-Unis et lui vaut d'être nommée à la fois aux Emmy Awards et aux Golden Globes pour la meilleure actrice, puis dans Beate Klarsfeld (en) (1986), Barbara Hutton : Pauvre petite fille riche (en) (1987) et On a tué mes enfants (1989).

### Vie privée
Elle se marie avec Lee Majors, le héros de L'Homme qui valait trois milliards, en juillet 1973, et prend le nom de Farrah Fawcett-Majors. La célébrité soudaine de Farrah à partir de 1976 fait battre de l'aile le couple Fawcett-Majors. Le divorce est prononcé en 1982. Elle entretient ensuite une longue relation avec l'acteur Ryan O'Neal dont naît, en 1985, un fils prénommé Redmond.

### Sex-symbol
Grâce à sa plastique, sa chevelure blonde au brushing parfait ainsi que sa voix considérée sexy, Farrah Fawcett accède au statut d'icône de beauté des années 1970. La célèbre photographie de 1976 où elle pose en maillot de bain rouge reste à ce jour le poster de pin-up le plus vendu au monde[réf. nécessaire], ayant été tiré à plus de 20 millions d'exemplaires. Une poupée Barbie en édition limitée est même créée à son effigie. Andy Warhol réalise en 1980 deux portraits de l'actrice, à la suite d'une rencontre avec l'artiste arrangée par son compagnon Ryan O'Neal.

### Mort
En 2006, elle est atteinte d'un cancer du colon, puis du rectum qui se propage jusqu'au foie. Elle entreprend une chimiothérapie après avoir été opérée. Elle effectue des séjours dans un centre de soins en Allemagne.
Farrah Fawcett meurt le 25 juin 2009 à l'unité des soins intensifs de l'hôpital Saint John's Health Center de Santa Monica en Californie. Elle est assistée jusqu'à ses derniers instants par son compagnon Ryan O'Neal ainsi que par son amie actrice et mannequin Alana Stewart (ex-femme de George Hamilton et de Rod Stewart). L'annonce de la mort de Farrah est toutefois éclipsée par celle de Michael Jackson, survenue le même jour.
Farrah Fawcett est inhumée au cimetière Westwood Memorial Park de Los Angeles.
Farrah Fawcett lègue toute sa fortune, évaluée à six millions de dollars, à son fils Redmond.

## Filmographie

### Cinéma
- 1969 : Un homme qui me plaît de Claude Lelouch : Patricia
- 1970 : Myra Breckinridge de Michael Sarne (en) : Mary Ann Pringle
- 1976 : L'Âge de cristal (Logan's Run) de Michael Anderson : Holly
- 1978 : Qui a tué mon cher mari ? (Somebody Killed Her Husband) de Lamont Johnson : Jenny Moore
- 1979 : Un scandale presque parfait (An Almost Perfect Affair) de Michael Ritchie : elle-même
- 1979 : Sunburn, coup de soleil de Richard Sarafian : Ellie
- 1980 : Saturn 3 de Stanley Donen : Axel
- 1981 : L'Équipée du Cannonball (The Cannonball Run) de Hal Needham : Pamela Glover
- 1986 : Extremities de Robert M. Young : Marjorie Easton
- 1988 : À demain, mon amour (See You in the Morning) de Alan J. Pakula : Jo Livingstone
- 1995 : Le Maître des lieux (Man of the House) de James Orr (en) : Sandy Archer
- 1997 : The Lovemaster : Craig's Dream Date
- 1998 : Le Prédicateur (The Apostle) de Robert Duvall : Jessie Dewey
- 1999 : The Flunky de Vincent Van Patten
- 2000 : Docteur T et les femmes (Dr T and the Women) de Robert Altman : Kate Travis
- 2004 : Barbecue Party (en) (The Cookout) : Mrs. Cowley

### Télévision
- 1969 : Jinny de mes rêves (I Dream of Jeannie) (série télévisée) : Cindy / Tina
- 1969 : Three's a Crowd (téléfilm) : Hitchhiker
- 1969-1970 : La Sœur volante (The Flying Nun) (série télévisée) : Lila / Miss Preem
- 1970 : The Young Rebels (en) (série télévisée) : Sarah
- 1971 : Inside O.U.T. (téléfilm) : Pat Boullon
- 1971 : Owen Marshall: Counselor at Law (en) (série télévisée) : Tori Barbour
- 1974 : Un shérif à New York (série télévisée) : Gloria Jean
- 1974 : Apple's Way (en) (série télévisée) : Jane Huston
- 1974 : Docteur Marcus Welby (Marcus Welby M.D.) (série télévisée) : Laura Foley
- 1974-1976 : Harry O (série télévisée) : Sue Ingham
- 1974-1976 : L'homme qui valait trois milliards (The Six Million Dollar Man) (série télévisée) : Major Kelly Wood (2 épisodes en 1974 et 1976) / Victoria Webster (1974) / Trish Hollander (1976)
- 1975 : Murder on Flight 502 (en) (téléfilm) : Karen White
- 1976-1977 : Drôles de dames (Charlie's Angels) (série télévisée) : Jill Munroe
- 1979 : Drôles de dames (Charlie's Angels) (série télévisée) : Jill Munroe
- 1980 : Drôles de dames (Charlie's Angels) (série télévisée) : Jill Munroe
- 1981 : Les Feux de la passion (en) (Murder in Texas) (téléfilm) : Joan Robinson Hill
- 1981 : L'Homme qui tombe à pic (The Fall Guy) (série télévisée), épisode 1-2 (Pilot); elle y joue son propre rôle
- 1984 : Autopsie d'un crime (en) (The Burning Bed) (téléfilm) : Francine Hughes
- 1984 : Lumières rouges (en) (The Red-Light Sting) (téléfilm) : Kathy
- 1985 : Between Two Women (en) (téléfilm) : Val Petherton
- 1986 : Beate Klarsfeld (Nazi Hunter: The Beate Klarsfeld Story) (en) (téléfilm) : Beate Klarsfeld
- 1987 : Barbara Hutton : Pauvre petite fille riche (en) (Poor Little Rich Girl: The Barbara Hutton Story) (téléfilm) : Barbara Hutton
- 1989 : Margaret Bourke-White : Une femme derrière l'objectif (en) (Margaret Bourke-White) (téléfilm) : Margaret Bourke-White
- 1989 : On a tué mes enfants (Small Sacrifices) (téléfilm) : Diane Downs
- 1991 : Good Sports (en) (série télévisée) : Gayle Roberts
- 1992 : Enquête dangereuse (autres titres Criminelle Attitude / Comportement criminel) (Criminal Behavior) (téléfilm) : Jessica Lee Stubbs
- 1994 : L'Homme aux deux épouses (The Substitute Wife) : Pearl
- 1995 : La croisée des destins (en) (Children of the Dust) (téléfilm) : Nora Maxwell
- 1996 : Dalva (en) (téléfilm) : Dalva Northridge
- 1999 : Ally McBeal (série télévisée), un épisode : Robin Jones
- 1999 : La loi du cœur (en) (Silk Hope) (téléfilm) : Frannie Vaughn
- 2000 : Un intrus dans la famille (Baby) (téléfilm) : Lily Malone
- 2001 : Spin City (série télévisée) : Claire Simmons
- 2001 : Un amour infini (en) (Jewel) (téléfilm) : Jewel Hilburn
- 2002-2003 : Le Protecteur (The Guardian) (série télévisée) : Mary Gressler
- 2003 : Femmes à Hollywood (en) (Hollywood Wives : The Next Generation) (téléfilm) : Lissa Roman

## Distinctions
Elle reçoit en février 1995 une étoile sur le célèbre Hollywood Walk of Fame

### Récompenses
- People's Choice Awards 1977 : Lauréate du Prix de la meilleure performance féminine dans un nouveau programme TV.

### Nominations
- Golden Apple Awards 1976 : Nommée au Prix de l'artiste de l'année.
- Golden Globes 1977 : Nommée au Prix de la meilleure actrice dans une série dramatique pour Drôles de dames.
- Razzie Awards 1981 : Nommée au Prix de la pire actrice dans un film d'aventure pour Saturn 3.
- Razzie Awards 1982 : Nommée au Prix de la pire actrice dans une comédie d'action pour L'Équipée du Cannonball.
- Golden Globes 1985 : Nommée au Prix de la meilleure actrice dans une mini-série où un téléfilm pour Autopsie d'un crime.
- Primetime Emmy Awards 1985 : Nommée au Prix de la meilleure actrice dans une mini-série ou un téléfilm pour Autopsie d'un crime.
- Golden Globes 1987 : Nommée au Prix de la meilleure actrice dans un film dramatique pour Extremities.
- Golden Globes 1987 : Nommée au Prix de la meilleure actrice dans une mini-série ou un téléfilm pour Beate Klarsfeld.
- Golden Globes 1988 : Nommée au Prix de la meilleure actrice dans une mini-série ou un téléfilm pour Barbara Hutton, destin d'une milliardaire (en).
- Golden Globes 1990 : Nommée au Prix de la meilleure actrice dans une mini-série ou un téléfilm pour On a tué mes enfants
- Primetime Emmy Awards 1990 : Nommée au Prix de la meilleure actrice dans une mini-série ou un téléfilm pour On a tué mes enfants.
- Independent Spirit Awards 1998 : Nommée au Prix de la meilleure actrice dans un film dramatique pour Le Prédicateur.
- Primetime Emmy Awards 2003 : Nommée au Prix de la meilleure actrice invitée dans une série dramatique pour Le Protecteur.

## Voix françaises
| - Béatrice Delfe dans : - Drôles de dames (série télévisée) - Saturn 3 - Autopsie d'un crime (téléfilm) - Extremities - Beate Klarsfeld (téléfilm) - Barbara Hutton : Destin d'une milliardaire (téléfilm) - On a tué mes enfants (téléfilm) - Comportement criminel (téléfilm) - Une nouvelle épouse pour Martin (téléfilm) - Le Maître des lieux - Dalva (téléfilm) - Le Prédicateur - Femmes à Hollywood (téléfilm) - Ally McBeal (série télévisée) - La Loi du cœur (téléfilm) - Docteur T et les Femmes - Un intrus dans la famille (téléfilm) - Jewel (téléfilm) - Spin City (série télévisée) - Le Protecteur (série télévisée) - Barbecue Party | et aussi : - Jeanine Forney dans L'Âge de cristal - Monique Thubert dans L'Équipée du Cannonball - Perrette Pradier dans Lumières rouges (téléfilm) |